# Peter Urbach
Peter Urbach (* 2. Mai 1941 in Posen; † 3. Mai 2011 in Santa Barbara, Kalifornien, USA), genannt „S-Bahn-Peter“, war ein Aktivist der linken Szene, V-Mann des Berliner Verfassungsschutzes und Agent Provocateur in den späten 1960er Jahren.

## Leben
Urbach war gelernter Vorrichter bzw. Rohrleger, häufig wird sein Beruf auch fälschlich mit Klempner angegeben. Er gab sich in der linken Studentenszene der 1960er Jahre als hilfsbereiter Handwerker aus und führte Arbeiten in Wohngemeinschaften wie der Kommune I durch. Auf diese Weise verschaffte er sich das Vertrauen von führenden Kommunarden, darunter Dieter Kunzelmann, Fritz Teufel und Rainer Langhans. Urbach spielte eine vielfach kritisierte Rolle als ungefragter Anbieter und Verteiler von Waffen an Personen der linken Szene: Er lieferte nachweislich Molotow-Cocktails, mindestens eine Schusswaffe sowie mehrere Spreng- und Brandbomben. Mehrere Angebote und aktive Vorbereitungen für die Beschaffung von größeren Mengen an Schusswaffen sind dokumentiert, es ist jedoch kein Fall einer tatsächlich erfolgten Übergabe bekannt. Eine seiner Bomben wurde am 9. November 1969 für einen fehlgeschlagenen Anschlag auf das jüdische Gemeindehaus in West-Berlin verwendet, was erst 2005 bekannt wurde.
Zu den Interessenten und Abnehmern für seine Lieferungen zählten auch Andreas Baader, Horst Mahler und Bommi Baumann, die Anfang der 1970er Jahre die linksextremistischen Terrororganisationen Rote Armee Fraktion (RAF) und Bewegung 2. Juni mitgründeten. Urbach gab 1970 den entscheidenden Hinweis für die erste Verhaftung von Baader und sagte 1971 als V-Mann in einem Prozess gegen Mahler aus, wodurch seine Tätigkeit für den Verfassungsschutz allgemein bekannt wurde. Urbach ging außer Landes. Bis zu seinem Tod im Mai 2011, der erst im März 2012 bekannt wurde, war über sein Leben und seinen Aufenthaltsort unter seiner neuen Identität nichts bekannt.
Der RAF-Forscher Wolfgang Kraushaar bezeichnete Urbach als das beste Beispiel für einen geheimdienstlichen Einfluss auf die linksradikale Szene. Es gebe immer noch keine Stellungnahmen der damals beteiligten staatlichen Stellen, und die Öffentlichkeit werde in dieser Angelegenheit wie in einer Reihe vergleichbarer Fälle „einfach hängengelassen“. Der Historiker Gerd Koenen bezeichnete das Verschwindenlassen Urbachs durch den Verfassungsschutz als „vielleicht größten Skandal seiner Art in der Geschichte der alten Bundesrepublik“.

## Bomben, 50 Pistolen und ein Waffendepot auf dem Friedhof

### Molotow-Cocktails für Demonstranten
Urbach wurde vor allem durch seinen Einsatz bei einer Demonstration vor dem Gebäude des Springer-Konzerns an der Kochstraße am 11. April 1968 bekannt, die als Reaktion auf das Attentat auf Rudi Dutschke stattfand: Er versorgte die Demonstranten aus einem großen Weidenkorb mit etwa einem Dutzend zündfertiger Molotowcocktails. Außerdem wies er die Demonstranten an, Autos so umzukippen, dass das Benzin aus dem Tank lief. Dies führte mit zur gewalttätigen Eskalation der Demonstration und zum Abbrennen mehrerer Lieferwagen des Verlags. Die Ereignisse wurden als Osterunruhen bekannt und zählen bis heute zu den schwersten Ausschreitungen in der Geschichte der Bundesrepublik. Die Fotos der brennenden Lastwagen gingen als Beweis für die Gewaltbereitschaft der Berliner Studenten durch die Zeitungen.

### Pistolen für die Revolution
Ein knappes Jahr später, im Februar 1969, bot er Herrmann von Rohde, einem Mitbegründer der neu entstandenen Redaktion der Rote Presse Korrespondenz (RPK), angeblich gestohlene Beretta-Pistolen der Polizei gleich en gros an: „Ich habe eine Kiste mit 50 Pistolen. Wenn mal der Aufstand losbricht, müssen wir doch bewaffnet sein“. Im Februar/März 1969 plante eine Berliner Gruppe des Sozialistischen Deutschen Studentenbundes (SDS), die sich im INFI organisiert hatte, eine Reise nach Italien, um dort für griechische Antifaschisten Beziehungen anzuknüpfen, die gegen die in ihrem Lande herrschende Militärdiktatur einen Guerilla-Fokus initiieren wollten. Urbach erfuhr davon und bot für diesen Zweck ebenfalls Material an, das er in Italien beisteuern könnte.

### Waffenbeschaffung in Italien und Belgien
Urbach unternahm in den Jahren 1969 und 1970 mit Horst Mahler und anderen, darunter einigen Berliner SDS-Mitgliedern, mehrfach Waffenbeschaffungsreisen nach Italien und Belgien, wie sich in späteren Gerichtsverfahren herausstellte. Allerdings gibt es zu den Details dieser Reisen unterschiedliche Darstellungen. Der Politologe Günter Langer bezweifelte die in den Verfahren vom Verfassungsschutz präsentierten Fakten zu diesen Reisen und kommentierte:

„Offensichtlich von ihm [Urbach] stammt die später publizierte Verfassungsschutzversion von der angeblichen Absicht, in Italien Waffen für die Gründung der RAF besorgen zu wollen. Allerdings glaubten Urbachs Auftraggeber selbst nicht so recht an die Story, denn auch nach Veröffentlichung des Berichts unter voller Namensnennung einiger Beteiligter hat weder die Polizei noch die Staatsanwaltschaft etwas unternommen, Ermittlungsverfahren wurden in dieser Angelegenheit niemals eröffnet, obwohl sie sonst in dieser Hinsicht nicht gerade faul waren.“

Über tatsächlich erfolgte Waffenbeschaffungen im Rahmen dieser Reisen gibt es keine Anhaltspunkte.

### Bomben zum Nixon-Besuch

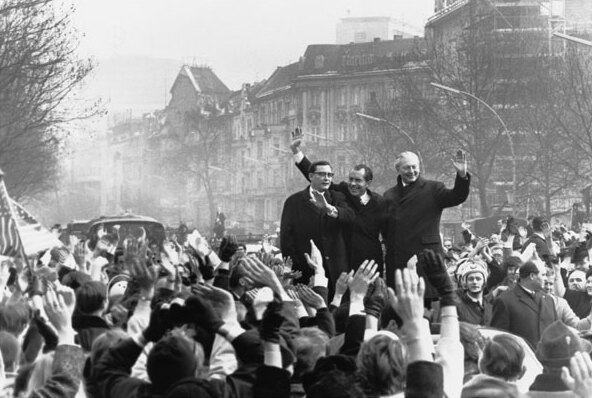
US-Präsident Nixon (Mitte) im Februar 1969 in Berlin. Abseits der offiziellen Fahrtroute seiner Limousine wurde auf einem Baugerüst am Kreuzberger Patentamt eine Urbach-Bombe deponiert, die aber nicht zündete.

Urbach lieferte auch zwölf Sprengsätze mit Zeitzünder anlässlich des Kurzbesuchs des amerikanischen Präsidenten Richard Nixon am 27. Februar 1969 in Berlin. Er verteilte sie über den „Republikanischen Club“ in der Wielandstraße, einen Haupttreffpunkt der linken Szene in Berlin, und in der Kommunardenszene. Sprengsätze dieser Serie wurden kurz darauf bei Durchsuchungen in den belieferten Kommunen gefunden. Georg von Rauch und Bommi Baumann, beide später Mitglieder der Gruppe Zentralrat der umherschweifenden Haschrebellen, hatten eine der Bomben abseits der offiziellen Route auf einem Baugerüst an der Berliner Außenstelle des Deutschen Patentamts in Berlin-Kreuzberg deponiert. Die Bombe versagte jedoch wegen eines gebrochenen Zündkabels – eines Fehlers, wie ihn so oder ähnlich die meisten von Urbach gelieferten Bomben hatten. Baumann und von Rauch bauten sie daraufhin in der folgenden Nacht wieder ab und deponierten sie im Kühlschrank der Wielandkommune. Es wurde darüber spekuliert, ob der Verfassungsschutz diesen Fehler absichtlich eingebaut hatte, um die Explosion der Bomben zu verhindern. Zugleich wurde darauf hingewiesen, dass dieser Fehler einfach behebbar gewesen wäre.

### Waffen für die Baader-Gruppe

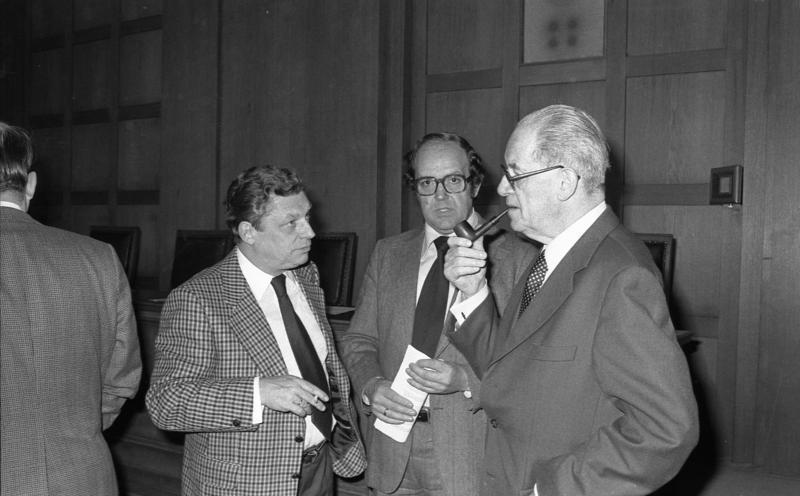
Berlins damaliger Innensenator Neubauer (links, 1977): „Mitarbeiter [des Verfassungsschutzes müssen sich] den Gewohnheiten der Gruppe, die sie beobachten, auch anzupassen vermögen.“

In dieser Frühphase militanter Aktionen linker Gruppen stand Urbach in den Jahren 1967–1970 bereitwillig als ein Hauptlieferant von Molotowcocktails, Brand- oder Sprengsätzen und Schusswaffen zur Verfügung. Laut der Aussage des RAF-Mitgründers Horst Mahler hatte Urbach ihm auch unaufgefordert eine Browning-Pistole des Kalibers 9 mm samt Munition besorgt.
In einer Aussage vor Gericht gab Urbach an, dass er mit einem Komplizen auf einem Friedhof in Berlin-Buckow Waffen vergraben hatte, damit die damals im Aufbau befindliche Gruppe um Andreas Baader (die Keimzelle der späteren RAF) sie dort vorfinden konnte. Dies wurde später auch von Berlins Innensenator Kurt Neubauer in einem Interview mit dem Spiegel bestätigt und mit der Aussage gerechtfertigt:

„Die Arbeit eines Landesamtes für Verfassungsschutz läßt sich nur dann erfüllen, wenn sich dessen Mitarbeiter den Gewohnheiten der Gruppe, die sie beobachten, auch anzupassen vermögen. Das bringt den Mann natürlich auch in die Lage, strafbare Handlungen zu beobachten, oder in die Versuchung, sich an ihnen zu beteiligen. Anders ist es für Nachrichtendienstler, die strafbaren Handlungen vorbeugen sollen, gar nicht möglich.“

Neubauer stritt im Juni 1971 ab, dass die vergrabenen Waffen direkt vom Verfassungsschutz Berlin stammten.

### Die Bombe im Jüdischen Gemeindehaus

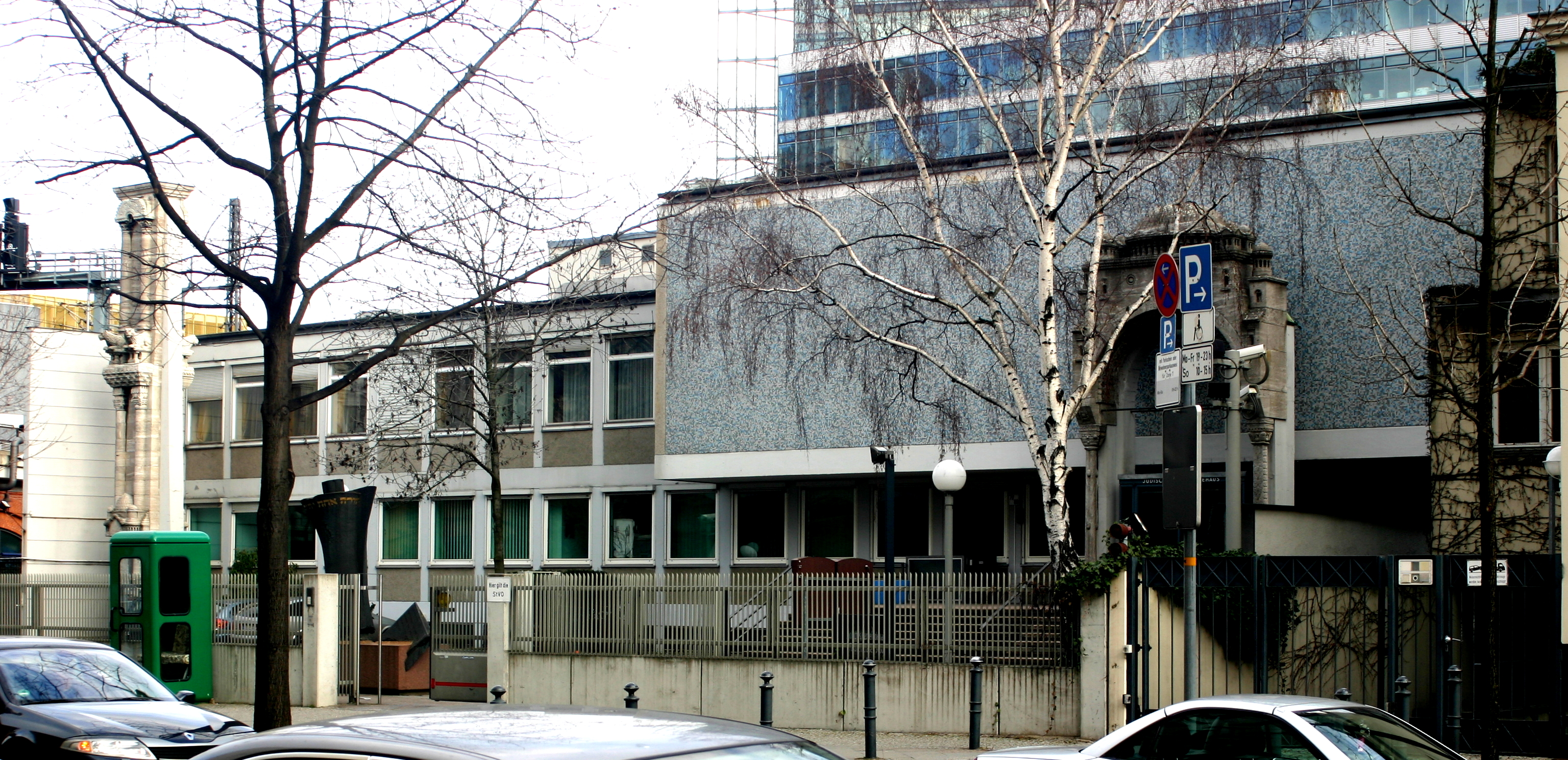
Ehemaliges Jüdisches Gemeindehaus in Berlin. Die nicht explodierte, von Urbach stammende Bombe hätte nach Polizeiangaben das Gebäude komplett zerstört, in dem sich zum geplanten Explosionszeitpunkt rund 250 Menschen aufhielten.

Erst im Jahr 2005 wurde durch ein Buch des Historikers Wolfgang Kraushaar bekannt, dass Urbach auch die Bombe für das versuchte Attentat auf das jüdische Gemeindehaus in Berlin durch die Tupamaros West-Berlin am 9. November 1969 geliefert hatte. Die Bombe war nur wegen einer überalterten Zündkapsel nicht explodiert, der Zeitzünder hatte ausgelöst. Laut einem damaligen Gutachten der Sprengstoffexperten der Berliner Polizei, die einen Nachbau zur Explosion brachten, hätte die von Urbach gelieferte Bombe „das Haus zerfetzt“ und unter den 250 Teilnehmern der Gedenkveranstaltung zu den Novemberpogromen viele Opfer gefordert. Unter den Anwesenden befanden sich auch der Berliner Bürgermeister Klaus Schütz und der Vorsitzende der jüdischen Gemeinde, Heinz Galinski. Nach Aussagen des Bombenlegers Albert Fichter war der Sprengsatz aber nicht geeignet, eine Explosion auszulösen. Die Berliner Behörden kannten die Namen der Täter durch den „Haschrebellen“ Bodo Saggel, der sich von der antisemitischen Aktion distanzieren wollte und am 5. Dezember 1969 bei der Staatsanwaltschaft aussagte. Die Staatsanwaltschaft erhob jedoch zum Erstaunen der beteiligten Polizisten keine Anklage. Der damals zuständige Staatsanwalt wollte sich auch im Jahr 2005 noch nicht zu den Vorgängen äußern. Laut einem Erklärungsversuch für den ungewöhnlichen Vorgang wäre bei einem Gerichtsverfahren auch Urbachs Rolle bekannt geworden, was die Behörden verhindern wollten. Wolfgang Kraushaar schätzt, dass es einen großen Ansehensverlust der Bundesrepublik bedeutet hätte, wenn eine staatliche Beteiligung an dem Anschlag bekannt geworden wäre.

## Verhör im Prozess gegen Irene Goergens, Horst Mahler und Ingrid Schubert
Urbach sagte am 5. Mai 1971 im Strafprozess gegen Irene Goergens, Mahler und Ingrid Schubert aus, die wegen Beihilfe bei der Gefangenenbefreiung von Andreas Baader angeklagt waren. In Beweisnot gegen Mahler hatte die Staatsanwaltschaft kurz vor dem Prozessende Urbach als Belastungszeugen eingeführt. Bereits vor dem Prozessbeginn am 1. März 1971 hatte der Innensenator Neubauer im Oktober 1970 erklärt, er strebe eine „kapitale Bestrafung“ Mahlers an. Notfalls „werde man V-Männer ins Feld schicken“. Neubauer distanzierte sich später von dieser Äußerung, die nur „die Schlussfolgerung einer Journalistin aus unserem Gespräch“ sei. Neubauer hatte Urbach nur eine stark begrenzte Aussagegenehmigung über Vorgänge erteilt, die sich an drei bestimmten Tagen abgespielt hatten. Die Bitte des Vorsitzenden Richters Friedrich Geus, die Aussagegenehmigung zu erweitern, lehnte er ab. Im Prozess erwiderte Urbach auf detaillierte Fragen von Mahlers Verteidiger Otto Schily zu seinen Waffen- und Bombenlieferungen sowie zu seiner persönlichen Beteiligung an Straftaten, dass er darauf nicht antworten dürfe.

## Enttarnung, neue Identität und ein Lebenszeichen
Urbachs Tätigkeit für den Verfassungsschutz galt schon länger als offenes Geheimnis. Nach der Verhaftung Baaders am 4. April 1970, zu der er den entscheidenden Hinweis gegeben hatte, war er endgültig als Spitzel enttarnt und galt von da an als äußerst gefährdet. Nach seiner Zeugenaussage im Mahler-Prozess verschwand Urbach aus der Öffentlichkeit. Bis zum Bekanntwerden seines Todes im Jahr 2012 wurde vermutet, dass ihm der Verfassungsschutz ein Leben unter einer neuen Identität in Nord- oder Südamerika ermöglicht hatte. Über sein weiteres Leben und seine späteren Aufenthaltsorte war bis dahin nichts weiter bekannt. Mit der Todesnachricht wurde auch bekannt, dass er anscheinend in Kalifornien unter seinem wirklichen Namen gelebt, also wohl entgegen den langgehegten Vermutungen keine neue Identität erhalten hatte.
Der Ex-Kommunarde Rainer Langhans versuchte Jahre nach Urbachs Verschwinden, mit ihm wegen eines Filmprojekts in Kontakt zu treten. Eine entsprechende Anfrage an das Landesamt für Verfassungsschutz führte prompt zu einem Anruf durch den Gesuchten. Urbach sagte zu Langhans, zu dem er immer ein besonderes Verhältnis gehabt hatte, dass er nicht sprechen könne. Das Gespräch endete mit dem Satz: „Rainer, wenn du wüsstest!“ Dies war zwischen 1971 und 2012 die einzige Information, die an die Öffentlichkeit gelangte.

## Meldung über Tod im Jahr 2011
Im März 2012 berichtete der Spiegel, Urbach sei am 3. Mai 2011 im Alter von 70 Jahren in Kalifornien gestorben. Demnach habe er sich 1971 nach einem Zwischenstopp in Wuppertal mit seiner Frau und zwei Söhnen in die USA abgesetzt. Zunächst vom Verfassungsschutz finanziell unterstützt, soll er als Rohrleger gearbeitet haben, unter anderem beim Bau des Kernkraftwerks Diablo Canyon. Er ging demnach in den USA noch mehrere Ehen ein.
Willi Winkler beendete einen Artikel zum Tod Urbachs in der Süddeutschen mit der Feststellung:

„(…) man wüsste gern mehr, zum Beispiel darüber, wie sich die staatlichen Organe heute zu der Politik des früheren Innensenators stellen, auch darüber, welche dubiosen Mittel sonst noch eingesetzt wurden, um angeblich Terrorgruppen wie die RAF zu bekämpfen. Urbach wird es nicht mehr erzählen, er ist jetzt tot. Wenn es wahr ist.“

Wenige Tage nach der Spiegel-Meldung wurde bekannt, dass diese auf einem Nachruf in der Lokalzeitung Santa Maria Times seines letzten Wohnorts Santa Maria beruhte. Demnach hätte die Wochenzeitschrift Spiegel von Urbachs Frau und einem seiner Söhne die Bestätigung für den Tod erhalten. Die Mitteilung über das Erscheinen des Nachrufs sei ursprünglich über einen britischen Schriftsteller an Rainer Langhans herangetragen worden, der dies wiederum dem Spiegel mitgeteilt habe. Laut dem Nachruf starb Urbach nach längerer Krankheit in einem Krankenhaus in der Stadt Santa Barbara.

## Spekulationen

### Der Spiegel
Der Spiegel äußerte 1971 den Verdacht, die Versorgung der linksradikalen Szene mit Waffen und Bomben stehe im Zusammenhang mit Urbachs Tätigkeit für den Verfassungsschutz.

### Stefan Aust
Stefan Aust schrieb in Der Baader-Meinhof-Komplex über die Rolle des Verfassungsschutzes bei Urbachs Lieferung der Molotow-Cocktails an die Anti-Springer-Demonstranten 1968: „Der ‚teuflische Plan‘ [von dem ein Rundfunkreporter angesichts der brennenden Springer-Lieferwagen gesprochen hatte] war nicht von den Anti-Springer-Demonstranten erdacht worden. Er stammte von ganz anderer, höherer Stelle.“

### Willi Winkler
Der SZ-Journalist und Autor Willi Winkler (Die Geschichte der RAF) äußerte sich 2006 in einem Interview ähnlich:

„Es gab diesen agent provocateur, Peter Urbach, der schon in der Kommune I wirkte. Die Polizeiführung, in Sonderheit der Berliner Innensenator Neubauer, hatte ein Interesse daran, objektive Beweise für die Gewalttätigkeit der Studenten zu finden, was lange nicht gelingen wollte. Die Studenten hatten keine Waffen, sie waren pazifistisch, bis Urbach ihnen die Molotow-Cocktails in die Hand drückte. Urbach lieferte Mahler, der als Anwalt vergeblich einen Waffenschein beantragt hatte, auch eine Knarre. So kriminalisiert man seinen Gegner, so baut man ihn auf. In der Berliner Polizei befanden sich, wiederum Forschungsergebnis von Fichter, reichlich Wehrmachtsangehörige, die an der Ostfront in der Partisanenbekämpfung eingesetzt waren. Die gingen nun auf die Studenten los.“

2007 äußerte Winkler:

„Polizeitaktisch, das muss man sagen, war der Herr Urbach sehr erfolgreich. Allerdings wurde die Szene, die nach diesem meisterhaften Plan kriminalisiert werden sollte, am Ende doch zu groß. Ich vermute, dass sich der Innensenator nachher sagte: ‚Ich hab’s ja bloß gut gemeint.‘“

### Gerd Koenen
Widerspruch gegen diese Lesart kam von dem Historiker Gerd Koenen. Auch er bezeichnete zwar den Umstand, dass Urbach später vom Berliner Verfassungsschutz außer Landes gebracht und mit einer neuen Identität ausgestattet worden sei, als einen der „unglaublichsten Skandale des bundesrepublikanischen Staatswesens“. Gleichzeitig kritisierte Koenen, wie sich fast alle der damals Involvierten „über diesen Super-Agenten einen Persilschein ausstellen möchten“. Nachdem 2005 bekannt wurde, dass Urbach auch die Bombe für das Attentat auf das jüdische Gemeindehaus durch die Tupamaros West-Berlin geliefert hatte, verstärkte Koenen seine Kritik gegenüber dem Verfassungsschutz:

„Die Rolle des Verfassungsschutzagenten Peter Urbach in dieser Geschichte – die in Wirklichkeit die seiner Führungsoffiziere und Vorgesetzten ist – mag oft überzeichnet worden sein. Die von ihm gelieferten Bomben haben in der Regel nicht funktioniert. Die in der Szene bald umlaufenden Waffen sollen nicht von ihm gestammt haben. Aber weiß man das genau, und ist das, was man weiß, nicht vielleicht nur ein Ausschnitt? […] Oder muss man davon ausgehen, dass dem Ex-Agenten Urbach über Jahre eine Art Schweigegeld aus öffentlichen Mitteln gezahlt worden ist – und vielleicht bis heute gezahlt wird –, damit er die eigentlich Verantwortlichen nicht nennt? […] Was im Dunkeln liegt und umso mehr verstört, ist die andere Seite des Schweigens, das diesen vielleicht größten Skandal seiner Art in der Geschichte der alten Bundesrepublik umgibt.“

### Wolfgang Kraushaar
Der Politologe und RAF-Forscher Wolfgang Kraushaar bilanzierte im Jahr 2010 in einem Interview, dass westliche und östliche Geheimdienste nach wie vor die große Unbekannte in der Entstehung und Entwicklung des deutschen und internationalen Terrorismus seien. Dabei sei das beste Beispiel für den geheimdienstlichen Einfluss auf die linksradikale Szene immer noch die nur zum Teil geklärte Rolle von Urbach:

„Wenn es der Forschung nicht gelingt, die diversen Schnittstellen zwischen Geheimdiensten und terroristischen Organisationen zu erhellen, dann wird die historische Darstellung – etwa die der RAF – höchst unzureichend bleiben.“

Er betonte jedoch gleichzeitig, dass sich seiner Ansicht nach die RAF und andere deutsche terroristische Gruppen nicht auf „von Geheimdiensten ferngesteuerte Elemente“ reduzieren ließen. Ähnlich wie Koenen beurteilte er diese These als bequeme Entlastungsstrategie der damaligen Untergrund-Akteure, die nicht greifen würde.